# Garigny
Garigny – miejscowość i gmina we Francji, w Regionie Centralnym, w departamencie Cher.
Według danych na rok 1990 gminę zamieszkiwało 245 osób, a gęstość zaludnienia wynosiła 12 osób/km² (wśród 1842 gmin Regionu Centralnego Garigny plasuje się na 895. miejscu pod względem liczby ludności, natomiast pod względem powierzchni na miejscu 645.).